# Primeira Divisão 1979-1980
La Primeira Divisão 1979-1980 è stata la 42ª edizione della massima serie del campionato portoghese di calcio e si è conclusa con la vittoria dello Sporting Clube de Portugal, al suo quindicesimo titolo.
Capocannoniere del torneo è stato Rui Jordão (Sporting CP) con 31 reti.

## Classifica finale
|  |     | Classifica finale 1979-80 | Pt | G  | V  | N  | P  | GF | GS | DR  |
|  | --- | ------------------------- | -- | -- | -- | -- | -- | -- | -- | --- |
|  | 1.  | Sporting Lisbona          | 52 | 30 | 24 | 4  | 2  | 67 | 17 | +50 |
|  | 2.  | Porto                     | 50 | 30 | 22 | 6  | 2  | 59 | 9  | +50 |
|  | 3.  | Benfica                   | 45 | 30 | 19 | 7  | 4  | 79 | 21 | +58 |
|  | 4.  | Boavista                  | 37 | 30 | 15 | 7  | 8  | 44 | 30 | +14 |
|  | 5.  | Belenenses                | 34 | 30 | 13 | 8  | 9  | 33 | 38 | -5  |
|  | 6.  | Vitória Guimarães         | 32 | 30 | 11 | 10 | 9  | 42 | 38 | +4  |
|  | 7.  | Espinho                   | 28 | 30 | 11 | 6  | 13 | 29 | 42 | -13 |
|  | 8.  | Portimonense              | 26 | 30 | 10 | 6  | 14 | 32 | 49 | -17 |
|  | 9.  | Braga                     | 26 | 30 | 10 | 6  | 14 | 34 | 40 | -6  |
|  | 10. | Varzim                    | 26 | 30 | 8  | 10 | 12 | 37 | 45 | -8  |
|  | 11. | Marítimo                  | 26 | 30 | 9  | 8  | 13 | 25 | 37 | -12 |
|  | 12. | Vitória Setúbal           | 23 | 30 | 9  | 5  | 16 | 29 | 41 | -12 |
|  | 13. | União Leiria              | 21 | 30 | 6  | 9  | 15 | 26 | 49 | -23 |
|  | 14. | Estoril Praia             | 21 | 30 | 5  | 11 | 14 | 18 | 37 | -19 |
|  | 15. | Beira-Mar                 | 20 | 30 | 5  | 10 | 15 | 24 | 46 | -22 |
|  | 16. | Rio Ave                   | 13 | 30 | 5  | 3  | 22 | 22 | 61 | -39 |

### Verdetti
- Sporting CP campione di Portogallo 1979-80 e qualificato alla Coppa dei Campioni 1980-1981.
- Benfica vincitore della Taça de Portugal 1979-1980 e qualificato in Coppa delle Coppe 1980-1981.
- Porto e Boavista qualificati in Coppa UEFA 1980-1981.
- Leiria, Estoril-Praia, Beira Mar e Rio Ave retrocesse in Segunda Divisão.

### Record
- Maggior numero di vittorie:  Sporting Lisbona (24)
- Minor numero di sconfitte:  Sporting Lisbona,  Porto (2)
- Miglior attacco:  Benfica (79 gol segnati)
- Miglior difesa:  Porto (9 gol subiti)
- Miglior differenza reti:  Benfica (+58)
- Maggior numero di pareggi:  Estoril Praia (11)
- Minor numero di pareggi:  Rio Ave (3)
- Minor numero di vittorie:  Estoril Praia,  Beira-Mar,  Rio Ave (5)
- Maggior numero di sconfitte:  Rio Ave (22)
- Peggior attacco:  Estoril Praia (18 gol segnati)
- Peggior difesa:  Rio Ave (61 gol subiti)
- Peggior differenza reti:  Rio Ave (-39)